# 닐스 란 도키
닐스 란 도키(Niels Lan Doky, 1963년 10월 3일 코펜하겐 ~ )는 덴마크의 피아노 연주자이다.
덴마크 코펜하겐에서 덴마크인 어머니와 베트남인 아버지 사이에서 태어났다. 아버지는 의사였지만 과거에는 클래식 기타 연주자로 활동했고 닐스 또한 어린 시절에 기타를 배웠다. 12세 시절에 피아노 연주자로 전향했으며 1980년대 초반에는 버클리 음악 대학에 재학했다. 14장의 피아노 연주 음반을 제작했다.